# Schloss Ammerland

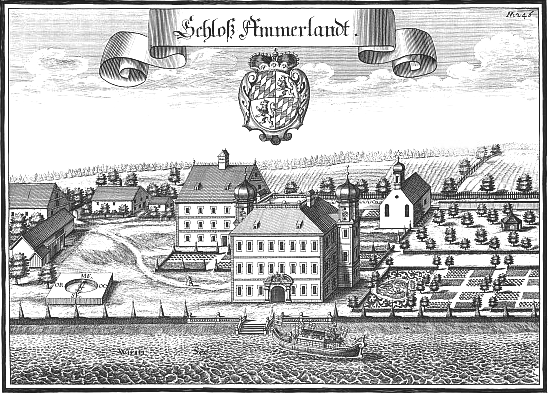
Stich von Michael Wening aus dem Jahr 1701. Hinter dem Neuen Schloss sind das Alte Schloss und die Schlosskapelle zu erkennen.

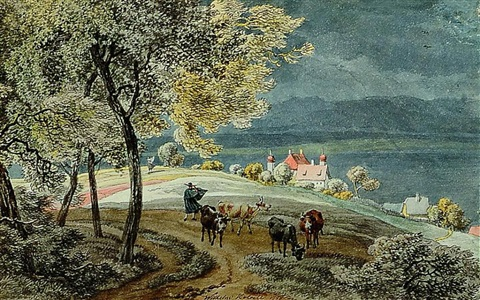
Wilhelm von Kobell: Aufziehendes Gewitter über Schloss Ammerland, Aquarell über Feder, 1798.

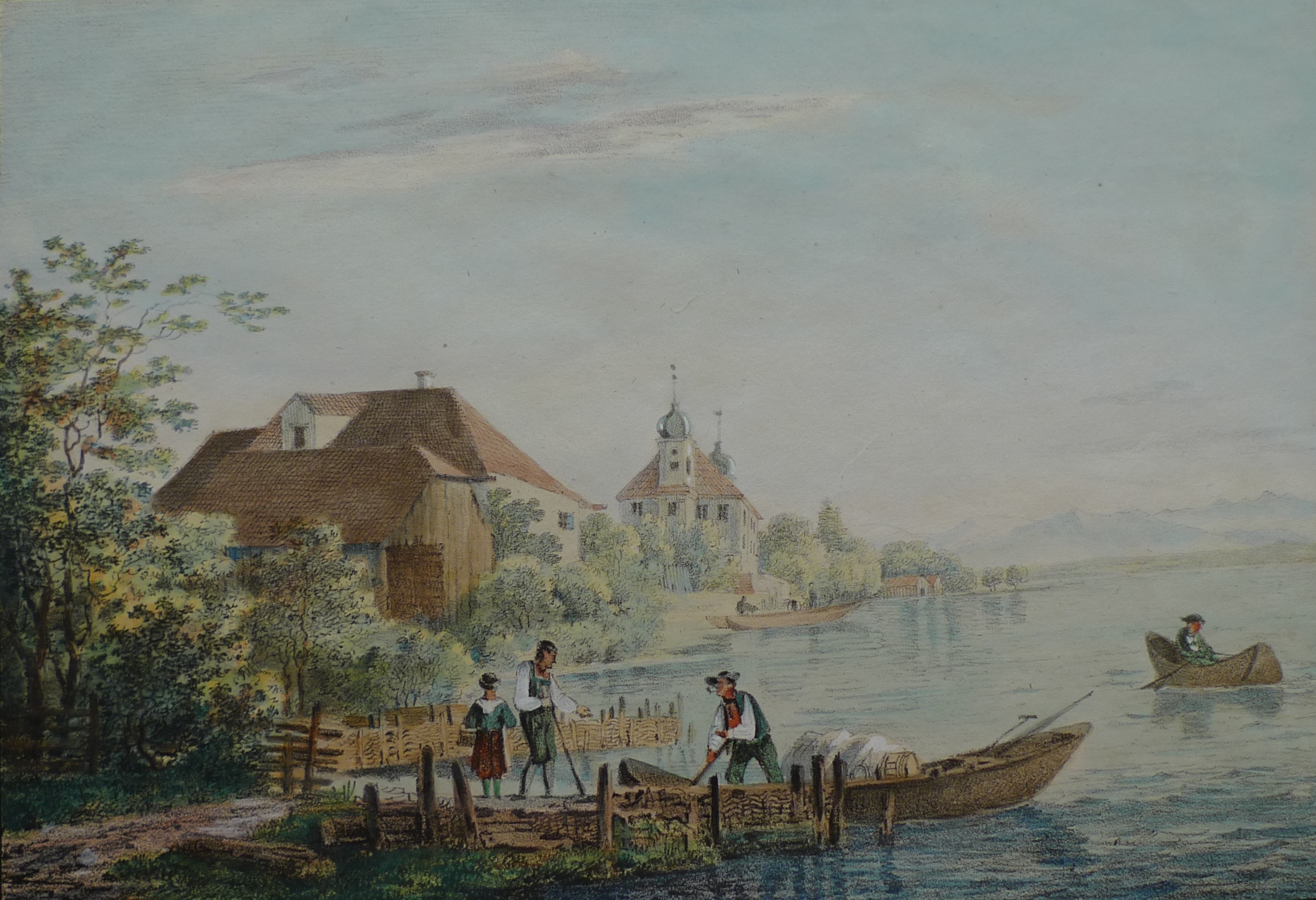
Max Joseph Wagenbauer: Schloss Ammerland (kolorierte Lithografie, 1810); Im Vordergrund Schiffhütte und Ökonomiegebäude, im Hintergrund das Neue Schloss.

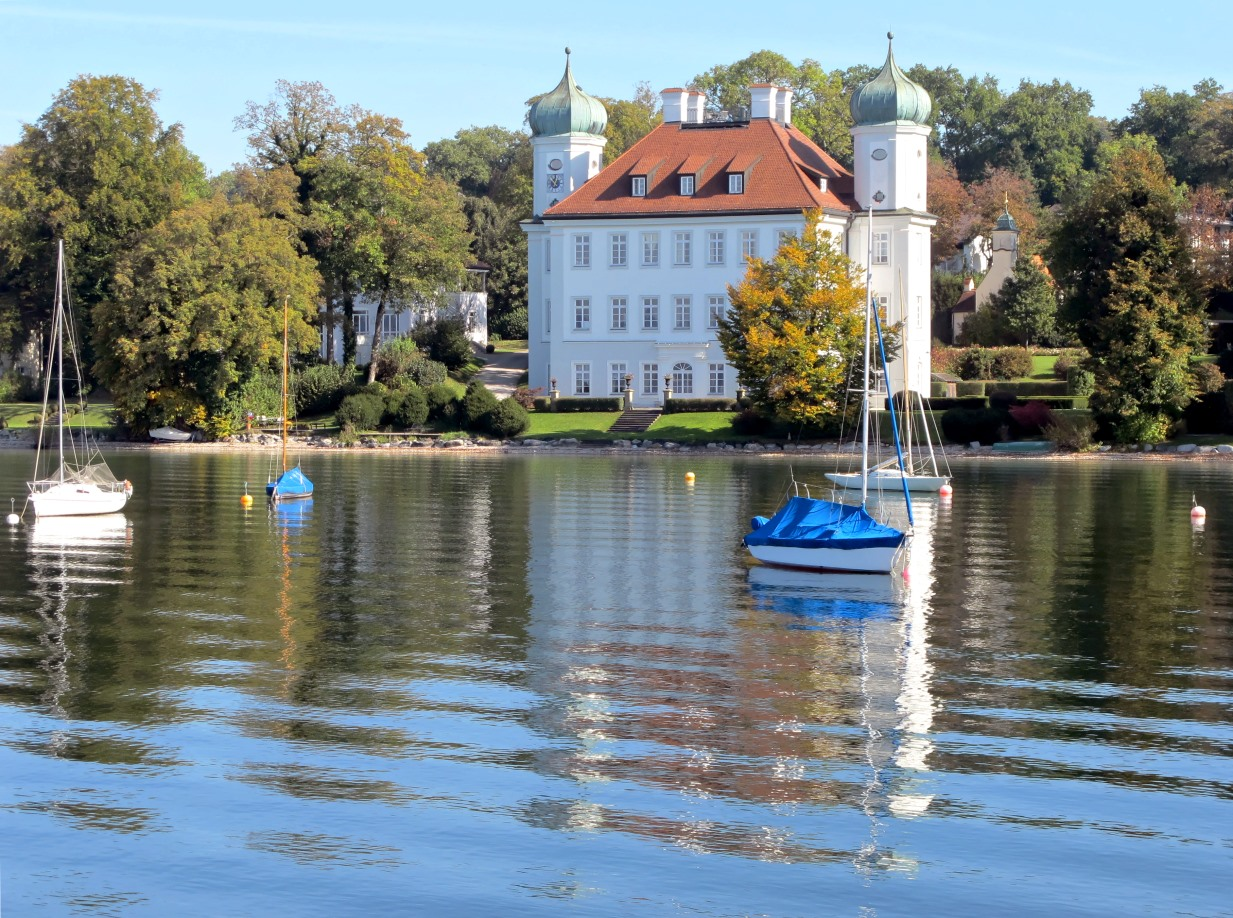
Das Neue Schloss heute (2011)

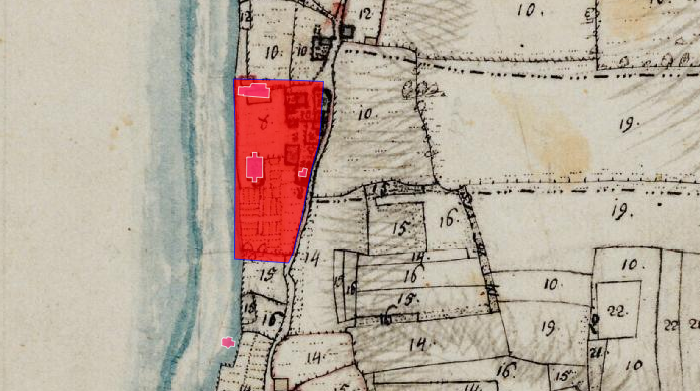
Lageplan von Schloss Ammerland auf dem Urkataster von Bayern

Schloss Ammerland liegt am Starnberger See im Ortsteil Ammerland der Gemeinde Münsing. Das versteckt liegende Alte Schloss stammt aus dem 16. Jahrhundert. Das direkt am See liegende Neue Schloss mit den beiden Zwiebeltürmen wurde 1683/85 wohl von Caspar Feichtmayr im Stil der Wessobrunner Schule gebaut. 1990 wurde es renoviert, nachdem es dem Verfall nahe gewesen war. Heute befindet es sich in Privatbesitz. Die Anlage ist unter der Aktennummer D-1-73-137-23 als denkmalgeschütztes Baudenkmal von Ammerland verzeichnet. Ebenso wird sie als Bodendenkmal unter der Aktennummer D-1-8034-0197 im Bayernatlas als „untertägige frühneuzeiltiche Befunde im Bereich von Schloss Ammerland und seinem Vorgängerbau ("Altes Schloss") mit Schlosskapelle Hl. Drei Könige, ehem. Wirtschaftshof und barocken Gartenanlagen“ geführt.

## Schlossbesitzer und -bewohner
Als erste Inhaber des 1596 zur Hofmark erhobenen Edelsitzes erscheinen die Lerchenfeld, welche das Alte Schloss bewohnten. Ab 1681 gehörte Ammerland dann nacheinander drei geistlichen Fürsten aus dem Hause Wittelsbach: Bauherr des Neuen Schlosses war Albrecht Sigmund (1623–1685), Bischof von Freising und Regensburg. Es folgten Joseph Clemens  (1671–1723), Erzbischof von Köln sowie Bischof von Regensburg, Freising, Hildesheim und Lüttich, sowie Johann Theodor (1703–1763), Kardinal und Bischof von Regensburg, Freising und Lüttich. Nach dem Tod des Letzteren fiel die Hofmark an das regierende Haus zurück, das sie 1770 Außenminister Johann Joseph Graf von Baumgarten (1713–1772) und dessen Testamentserben als Mannlehen verlieh. 1815 wurde die Gerichtsherrschaft aufgehoben und Ammerland zum freien Eigentum des damaligen Lehensträgers Karl Graf von Baumgarten (1779–1834) erklärt.
Im Alten Schloss hielt sich 1816 – mit Wissen König Max Josephs – ein zum Tod verurteilter Getreuer Napoleons, Graf Lavallette (1769–1830), versteckt.
Baumgarten verkaufte das Schlossgut 1818 dem Schweizer Unternehmer und Revolutionär Hieronymus von Meyer (1769–1844). Dieser und sein Bruder Johann Rudolf (1768–1825) hatten 1811 die Jungfrau und damit als erste Menschen in der Schweiz einen Viertausender bestiegen. 1821 ging das Gut in den Besitz des Advokaten Alois Ritter von Lengriesser über, der es 1841 der Krone zurückverkaufte.
König Ludwig I. überließ Ammerland lehensweise Generalleutnant Fabrizio Graf von Pocci (1766–1844). Von dessen Sohn Franz Graf von Pocci (1807–1876) wurde es als Sommerresidenz genutzt. Der Kasperlgraf machte das Schloss zum kulturellen Mittelpunkt. 1853 war der Maler Moritz von Schwind (1804–1871) längere Zeit Gast auf Schloss Ammerland.
Max von Oppenheim (1860–1946) lebte gegen Ende des Zweiten Weltkriegs kurze Zeit bei seiner Schwester Wanda von Pocci auf Schloss Ammerland.
Im Dokumentarfilm Die Grafen Pocci – einige Kapitel zur Geschichte einer Familie porträtiert Hans-Jürgen Syberberg den letzten Residenten der Grafen Pocci auf Schloss Ammerland kurz vor dessen Veräußerung.
1966 kaufte ein Münchener Hotelier das Schloss.
Im Februar 2016 erhielt Werner Döttinger, der 1988 das Ammerlander Schloss erworben hatte, den Gabriel-von-Max-Denkmalpreis für die aufwändige Restaurierung des Schlosses.